# Eressa xanthostacta
Eressa xanthostacta är en fjärilsart som beskrevs av George Francis Hampson. Eressa xanthostacta ingår i släktet Eressa och familjen björnspinnare. Inga underarter finns listade i Catalogue of Life.